# الثمید
الثمید (به عربی: الثميد) یک منطقهٔ مسکونی در قطر است که در الریان (شهرداری) واقع شده‌است.
 الثمید ۷٫۴ کیلومتر مربع مساحت دارد  ۳۲ متر بالاتر از سطح دریا واقع شده‌است.